# Campeonato Sudamericano de Clubes de Voleibol Femenino 2020
El Campeonato Sudamericano de Clubes de Voleibol Femenino de 2020 fue la décima segunda edición del torneo de voleibol femenino más importante a nivel de clubes en Sudamérica desde su reanudación. El torneo se disputó del 17 al 21 de febrero de 2020 y tiene como sede la ciudad de Uberlândia, en Brasil.

## Equipos participantes
Los campeones nacionales de Argentina, Bolivia y Brasil obtuvieron la clasificación al torneo.
| País      | Cupos | Equipos                                                                                   |
| --------- | ----- | ----------------------------------------------------------------------------------------- |
| Argentina | 2     | Boca Juniors - campeón argentino San Lorenzo - subcampeón argentino                       |
| Bolivia   | 1     | Universidad Católica Boliviana - campeón boliviano                                        |
| Brasil    | 2     | Itambé/Minas - campeón defensor, campeón brasilero Dentil/Praia Club - equipo organizador |

## Modo de disputa
El campeonato se juega en una sola fase. Los equipos se enfrentan en un sistema de todos contra todos.

## Resultados

### Fase única
Los horarios corresponden al huso horario de Brasil en verano, UTC–2.
| Pos. | Equipo                         | Pts | PG | PP | SG | SP | PG  | PP  |
| ---- | ------------------------------ | --- | -- | -- | -- | -- | --- | --- |
| 1.°  | Itambé/Minas                   | 12  | 4  | 0  | 12 | 0  | 302 | 188 |
| 2.°  | Dentil/Praia Club              | 8   | 3  | 1  | 9  | 5  | 322 | 233 |
| 3.°  | San Lorenzo                    | 6   | 2  | 2  | 6  | 6  | 228 | 252 |
| 4.°  | Boca Juniors                   | 4   | 1  | 3  | 5  | 9  | 284 | 297 |
| 5.°  | Universidad Católica Boliviana | 0   | 0  | 4  | 0  | 12 | 144 | 300 |

| Fecha         | Hora  | Equipo 1          | Res.  | Equipo 2                       | Set 1 | Set 2 | Set 3 | Set 4 | Set 5 | Total     | Reporte |
| ------------- | ----- | ----------------- | ----- | ------------------------------ | ----- | ----- | ----- | ----- | ----- | --------- | ------- |
| 17 de febrero | 19:00 | Dentil/Praia Club | 3 – 0 | Universidad Católica Boliviana | 25-10 | 25-7  | 25-8  |       |       | 75 – 25   | Reporte |
| 17 de febrero | 20:30 | San Lorenzo       | 3 – 0 | Boca Juniors                   | 25-23 | 25-18 | 25-20 |       |       | 75 – 61   | Reporte |
| 18 de febrero | 19:00 | Dentil/Praia Club | 3 – 0 | San Lorenzo                    | 25-15 | 25-9  | 25-14 |       |       | 75 – 38   | Reporte |
| 18 de febrero | 20:30 | Itambé/Minas      | 3 – 0 | Universidad Católica Boliviana | 25-12 | 25-14 | 25-14 |       |       | 75 – 40   | Reporte |
| 19 de febrero | 19:00 | San Lorenzo       | 3 – 0 | Universidad Católica Boliviana | 25-14 | 25-15 | 25-12 |       |       | 75 – 41   | Reporte |
| 19 de febrero | 20:30 | Itambé/Minas      | 3 – 0 | Boca Juniors                   | 25-17 | 25-12 | 25-16 |       |       | 75 – 45   | Reporte |
| 20 de febrero | 19:00 | Dentil/Praia Club | 3 – 2 | Boca Juniors                   | 25-18 | 26-24 | 21-25 | 22-25 | 15-11 | 109 – 103 | Reporte |
| 20 de febrero | 21:30 | Itambé/Minas      | 3 – 0 | San Lorenzo                    | 25-11 | 25-17 | 25-12 |       |       | 75 – 40   | Reporte |
| 21 de febrero | 17:00 | Boca Juniors      | 3 – 0 | Universidad Católica Boliviana | 25-10 | 25-16 | 25-12 |       |       | 75 – 38   | Reporte |
| 21 de febrero | 20:00 | Itambé/Minas      | 3 – 0 | Dentil/Praia Club              | 25-22 | 27-25 | 25-16 |       |       | 77 – 63   | Reporte |

## Posiciones finales
| Pos.              | Equipo                         |
| ----------------- | ------------------------------ |
| Medalla de oro    | Itambé/Minas                   |
| Medalla de plata  | Dentil/Praia Club              |
| Medalla de bronce | San Lorenzo                    |
| 4.°               | Boca Juniors                   |
| 5.°               | Universidad Católica Boliviana |

|  | Clasificada al Mundial de Clubes de la FIVB de 2020 |

| Campeón Sudamericano de Clubes |
| ------------------------------ |
| Itambé/Minas Tercer título     |

## Distinciones individuales
Al culminar la competición la organización del torneo entregó los siguientes premios individuales:
- Jugador más valioso (MVP)

 Thaísa Menezes (Itambé/Minas)
- Mejor armador

 Macris Carneiro (Itambé/Minas)
- Mejores atacantes de punta

 Dobriana Rabadzhieva (Itambé/Minas)
 Daniela Bulaich (San Lorenzo)
- Mejores centrales

 Caroline Gattaz (Itambé/Minas)
 Ana Carolina da Silva (Dentil Praia)
- Mejor opuesta

 Brayelin Martínez (Dentil Praia)
- Mejor líbero

 Léia Silva (Itambé/Minas)